# Rożdiestwieno (obwód samarski)
Rożdiestwieno (ros. Рождествено) – wieś (sieło) w Rosji, w obwodzie samarskim, w rejonie wołżskim. W 2010 liczyła 6612 mieszkańców.